# Серовский район
Серо́вский райо́н — административно-территориальная единица (район) в Свердловской области России. Административный центр — город Серов (не входит в состав района).
В рамках муниципального устройства, на территории района с 1 октября 2017 года существует только Сосьвинский городской округ.
До 1 октября 2017 года частично к району также относился Серовский городской округ, за исключением города Серов и подчинявшегося ему ныне упразднённого Филькинского сельсовета (последний включал 4 сельских населённых пункта: село Филькино и посёлки Нижняя Пристань, Урай, Черноярский), которые, в рамках административно-территориального устройства относятся к городу областного значения Серову и не входят в состав района.

## География
Серовский район расположен в центральной части Свердловской области, относится к Северному управленческому округу. Площадь района — 4775,51 км², что составляет примерно 2,46% от общей площади Свердловской области.
Серовский район граничит:
- на северо-западе — с Серовским городским округом,
- на северо-востоке — с Гаринским районом,
- на востоке и юго-востоке — с Алапаевским районом,
- на юге и юго-западе — с Верхотурским районом,
- на западе — с Новолялинским районом.

С физико-географической точки зрения, Серовский район находится к востоку от Уральских гор, на Западно-Сибирской равнине. В пределах района протекает множество рек Обско-Иртышского бассейна, а также в районе расположено множество крупных болот.
В Серовском районе, вблизи устья реки Берёзовки и автодороги Сосьва — Восточный, находится географический центр Свердловской области. В этом месте установлен большой гранитный памятник с  выделенными на нём границами области, метками географического центра с координатами и города Екатеринбурга, а также фамилиями воздвиженцев.
Территория и границы
До исключения в 2017 году от Серовского района земель, находящихся в составе Серовского городского округа, вне города Серова, район занимал площадь 11081,40 км², что составляло приблизительно 5,7% площади Свердловской области. Сам район до 2017 года был четвёртой по площади административно-территориальной единицей Екатеринбуржья после административно-территориальной единицы «город Ивдель», Гаринского и Таборинского районов. Также Серовский район ранее был крупнее 6 из 85 регионов России. После усечения района он обгоняет по площади только 4 региона страны. Площадь Серовского района в современном виде составляет 43,09% от его площади в 1965-2017 гг.
Территория Серовского района в настоящее время полностью совпадает с территорией Сосьвинского городского округа, в связи с чем для них едино географическое описание. Единственное существенное различие в географии Серовского района и Сосьвинского городского округа — административные центры данных образований. Административным центром Серовского района является город Серов, расположенный за пределами района, приблизительно в 40-45 км к северо-западу от его границ. Административным центром Сосьвинского городского округа является посёлок городского типа Сосьва. Посёлок расположен в северо-восточной части городского округа.
Водоёмы
Крупнейшие реки, протекающие по землям Серовского района:
- Сосьва — правый приток Тавды и крупнейшая река района, протекает в северной его части с запада на восток, принимает в пределах района следующие притоки: Курья, Каменка, Берёзовка, Ляля, Монастырка, Нюрма, Молва, Негла, Пата и другие реки;
- Ляля — правый приток Сосьвы, протекает в северо-западной части района с запада на восток, притоки в районе: Большая Каскунка, ручей Северный, Берёзовка и другие;
- Молва — правый приток Ляли, протекает в юго-западной и центральной части района сначала с запада на восток, затем с юга на север, притоки: Ольховка, Патра, ручей Глубокий, Хмелёвка, Берёзовка (правый и верхний приток), Плаунка, Гаревка, Берёзовка (левый и нижний приток), Пасынок и мелкие водотоки;
- Цыганка — левый приток Туры, протекает с севера на юг в юго-восточной части района, дважды выходя за его пределы;
- Даниловка — левый приток Туры, протекает с севера на юг в южной части района;
- Калинка — правый приток Сосьвы, протекает с юга на север в восточной части района;
- Чарах — левый приток Калинки, протекает с юго-запада на северо-восток в восточной части района.

Озёра Серовского района: Верхнее, Колыповское 1-е и Колыповское 2-е, Крестьянское, Круглое, Малое Казённое, Неглинское, Нижнее, Нюрминское, Патинское, Светлое, Среднее, Струнинское, Цыганка и др.; озёра-старицы: Большое, Большое Казённое, Большое Осиновое, Виловатое, Ворошилово, Горевое, Гумённое, Долгое, Заречное, Казённое, Кваксино, Кириллова Курья, Курья, Ларищево, Малая Осиновка, Малое, Мелкое, Осиновое, Речное, Сосновое, Урай, Урое, Чукреево, Яковлевская Курья и др.
Болота района: Берёзовское, Большое (несколько болот в различных частях района носят такое название), Ильичевское, Ильюшинское, Калиничное, Межевое, Неглинское, Петрушино и др., в том числе расположенные на границе с Верхотурским районом: Абушкинское, Пьяное, Рыбное Веретье, Сангарское.
Леса
Земли Серовского района относятся к Среднеуральскому лесному району, таёжной зоне. Здесь преобладают деревья: сосна, ель, а также кедр, берёза и осина. Особо ценными являются кедровые леса. Известные кедровники: Монастырский, Тетеринский, Якимовский, кедровник на Таньковском болоте и др. Всего лесами занято более 85% площади городского округа. Государственный лесной фонд относится к Сотринскому лесничеству, которое, включая часть Алапаевского района и территории, подчинённой городу Серову, занимает площадь 7714,18 км². Также существуют урочища (бывшие сельские леса) — совхозы «Романовский» (132,1 км²) и «Кошайский» (199,38 км²).

## Население
| 1959    | 1970    | 1979    | 1989    | 2002    | 2009    | 2018    |
| ------- | ------- | ------- | ------- | ------- | ------- | ------- |
| 53 273  | ↘44 073 | ↘34 615 | ↘32 262 | ↘26 182 | ↘23 077 | ↘13 889 |
| 2019    | 2020    | 2021    |         |         |         |         |
| ↘13 723 | ↘13 657 | ↘12 825 |         |         |         |         |

## Населённые пункты
В Серовский район входят 24 населённых пункта: 1 посёлок городского типа, остальные сельские населённые пункты.
| №  | Населённый пункт | Тип     | Население | Городской округ |
| -- | ---------------- | ------- | --------- | --------------- |
| 1  | Восточный        | посёлок | ↘4316     | Сосьвинский     |
| 2  | Денисова         | деревня | ↘8        | Сосьвинский     |
| 3  | Зелёный          | посёлок | ↘1        | Сосьвинский     |
| 4  | Киселёва         | деревня | ↘0        | Сосьвинский     |
| 5  | Копылова         | деревня | ↘15       | Сосьвинский     |
| 6  | Кошай            | село    | ↘781      | Сосьвинский     |
| 7  | Крапивная        | деревня | ↘2        | Сосьвинский     |
| 8  | Куропашкина      | деревня | ↘3        | Сосьвинский     |
| 9  | Маслова          | деревня | ↘143      | Сосьвинский     |
| 10 | Матушкина        | деревня | ↘12       | Сосьвинский     |
| 11 | Мишина           | деревня | ↘27       | Сосьвинский     |
| 12 | Молва            | деревня | ↘16       | Сосьвинский     |
| 13 | Монастырка       | деревня | ↘10       | Сосьвинский     |
| 14 | Новая Заря       | посёлок | ↗7        | Сосьвинский     |
| 15 | Новая Заря       | село    | →0        | Сосьвинский     |
| 16 | Пасынок          | посёлок | ↘93       | Сосьвинский     |
| 17 | Романово         | село    | ↘323      | Сосьвинский     |
| 18 | Сосьва           | пгт     | ↘6963     | Сосьвинский     |
| 19 | Сосьва Новая     | посёлок | ↘6        | Сосьвинский     |
| 20 | Тюменская        | деревня | ↘0        | Сосьвинский     |
| 21 | Угловая          | деревня | ↗7        | Сосьвинский     |
| 22 | Усть-Берёзовка   | деревня | ↘3        | Сосьвинский     |
| 23 | Усть-Хмелёвка    | деревня | ↘6        | Сосьвинский     |
| 24 | Чары             | посёлок | ↘0        | Сосьвинский     |

## История

### Надеждинский район
12 ноября 1923 года организован Надеждинский район в составе Тагильского округа вновь образованной Уральской области. В состав района вошли город Надеждинск, посёлки Богословск и Турьинск и 8 сельских советов: Андриановский, Волчанский, Коптяковский, Масловский, Петропавловский, Самский, Титово-Семёновский, Филькинский.
10 июня 1931 года постановлением ВЦИК в Надеждинский район были включены Ивдельский (Всеволодоблагодатский, Екатерининский, Ивдельский, Лачинский, Митяевский) и Сосьвинский (Денисовский, Егоровский, Кошайский, Матушкинский, Романовский, Сосьвинский, Хмелевский сельсоветы) районы.
20 июня 1933 года постановлением ВЦИК Надеждинский район ликвидирован, а его территория присоединена к Надеждинскому городскому Совету.
С 31 декабря 1935 года постановлением ВЦИК Кабаковский район был преобразован в город Кабаковск с присоединённой к нему территорией.
7 мая 1936 года селение Петропавловское было отнесено к категории рабочих посёлков и получило название Красная Шапочка, в подчинение поссовета были переданы населённые пункты Покровский Рудник, Баяновский Рудник, ст. Вагран, лесотракторная база «2-я Баяновка», Кольинский Кордон, Даньша, Мотовилихина, Усть-Калья, Усть-Конда, Танга.

### 1940—1963
16 марта 1940 года указом Президиума Верховного Совета РСФСР из пригородной зоны города Серова был выделен Серовский район, в состав которого вошли 5 рабочих посёлков: Петропавловский, Рудничный, Сосьвинский, Турьинский и Угольный; а также 15 сельсоветов: Андриановский, Больше-Ивонинский, Верх-Сосьвинский, Волчанский, Галкинский, Денисовский, Замарайский, Коптяковский, Кошайского, Масловского, Первомайский, Покровский, Романовский, Филькинский и Хмелёвский. Районным центром назначен город Серов, который, будучи городом областного подчинения, в состав района не входил.
Указами Президиума ВС РСФСР от 31 марта и 8 апреля 1941 года рп Угольный Серовского района был преобразован в город областного подчинения и переименован в Карпинск. Карпинскому горсовету были подчинены Турьинский, Рудничный и Петропавловский поссоветы и Волчанский, Галкинский и Покровский сельсоветы.
26 июля 1944 года:
- был образован Еловский сельсовет, в состав которого вошли населённые пункты Еловка, Новая Еловка, пос. при ж д. ст. Лесоразработки, пос. при ж.д. разъезде 12 км, Танковичи, Новые Танковичи, Маслово, Межевая и Мостовая, переданные из Филькинского сельсовета; Подгарничная, Таньша и Туринский кордон, передаванные из Замарайского сельсовета;
- населённый пункт Марсята был отнесён к категории рабочих посёлков, в черту рабочего посёлка был включён пос. Марсятского механизированного лесопункта, в поссовет были включены населённые пункты Петрово, Малые Марсяты, Верхний Атюс, Нижний Атюс, Красный Лангур и Ваткуль;
- населённый пункт Воронцовка был отнесён к категории рабочих посёлков и подчинён Краснотурьинскому горсовету.

11 июня 1948 года Коптяковский сельсовет был передан из Серовского в Новолялинский район (в составе населённых пунктов: с. Коптяки, пос. Коптяковские Печи, д. Лямпа, пос. ж.д. разъездов Коптяковский и № 160, а также д. Лопаева, переданной из Лопаевского сельсовета, и д. Красный Яр, Мысовая, Ивановка, Рыбная и Питателева, переданных из Верхнелобвинского сельсовета); был образован Красноярский сельсовет за счёт разукрупнения Коптяковского сельсовета, в Красноярский сельсовет вошли пос. Красноярка, пос. ж.д. станций Вагранская и Поперечная, пос. Мусульманский, Новоколинский, Зырянский, Южновагранский.
12 февраля 1949 года населённые пункты населённые пункты Весёлый, Гаревая, Каменка, Луковка, Пещерный, Подносовая, Полутовка, Устея, Холодный и Шихан были перечислены из Серовского района в состав пригородной зоны Краснотурьинска (Воронцовский поссовет).
21 июня 1957 года д. Малый Понил была передана из Марсятского поссовета Серовского района перечислить в Митяевский сельсовет города Ивделя.
29 ноября пос. Заречный, Перерождение, Новая Сосьва, д. Мишино и Ларищево были перечислены из Кошайского сельсовета в Сосьвинский поссовет.
29 мая 1958 года пос. Новостройка, д. Печенево и кордон 89-го квартала были перечислены из Большеивонинского сельсовета в Первомайский сельсовет.
9 марта 1959 года на основании Указа Президиума Верховного Совета РСФСР Серовский район был упразднён, его территория подчинена Серовскому городскому совету. Район как территориальная единица был сохранён.
26 мая 1961 года д. Толмачиха была перечислена из Романовского сельсовета Серовского района в Ступинский сельсовет Верхотурского района.
30 августа 1962 года пос. Замарайка был переименован в Ключевой.
21 сентября Замарайский сельсовет был переименован в Ключевой.
1 февраля 1963 года Серовский район был упразднён, Большеивонинский, Верх-Сосьвинский, Денисовский, Еловский, Ключевой, Кошайский, Масловский, Романовский и Хмелёвский сельсоветы были переданы в состав Верхотурского сельского района.

### 1965—1995
13 января 1965 года на основании Указа Верховного Совета РСФСР был вновь образован Серовский район с центром в городе Серове. В состав района вошли 3 поссовета и 12 сельсоветов: Восточный, Марсятский, Сосьвинский поссоветы, Андриановский, Большеивонинский, Верх-Сосьвинский, Денисовский, Еловский, Ключевой, Кошайский, Масловский, Красноярский, Первомайский, Романовский, Хмелёвский сельсоветы.
22 ноября 1966 года пос. деревообрабатывающего комбината, квартала № 220, 97-го километра и квартала № 198 были переименованы в Красноглинный, Боровой, Зелёный и Южновагранский соответственно.
13 января 1967 года Большеивонинский сельсовет был объединён с Первомайским.
12 июня 1969 года в состав Восточного поссовета были переданы пос. Восточный, Курьинский, Сосновский и Широкий (из состава Отрадновского сельсовета Верхотурского района) и пос. Бакарюка (из состава Санкинского сельсовета Алапаевского района).
11 октября 1972 года были упразднены: пос. Верхняя Дианка и Лесной Восточного поссовета; пос. Пинькино Верх-Сосьвинского сельсовета; пос. Квартал 46 и д. Ведерникова Кошайского сельсовета; пос. Прорва Красноярского сельсовета; д. Тесьма Первомайского сельсовета.
12 апреля 1973 года был упразднён Денисовский сельсовет, д. Денисова, Волковка, Добрынина, Крапивная, Куропашкина, Масленка были переданы в состав Романовского сельсовета.
30 декабря 1976 года были упразднены пос. Восточный, Курьинский, Сосновский Восточного поссовета; пос. Красный Лангур Марсятского поссовета; пос. Перерождение Сосьвинского поссовета; д. Канатка, пос. Ликино, разъезд 24 км ж.д., разъезд 30 км ж.д., разъезд 49 км ж.д. Андриановского сельсовета; пос. Оленье, ж.д. разъезд Верх-Сосьвинского сельсовета; д. Масловка, пос. разъезд 12 км ж.д., разъезд 15 км ж.д., Танковичи Еловского сельсовета; пос. Дмитриевка, ж.д. разъезд Третий Ключевого сельсовета; пос. ж.д. ст. Гарничная, Гладковка, ж.д. ст. Кошай Кошайского сельсовета; пос. Мусульманский Красноярского сельсовета; д. Участок № 16 Масловского сельсовета; пос. Большое Ивонино, Восточный, Северный, Рябовка, Зелёный Первомайского сельсовета; д. Весёлое, Добрынина(о), пос. ж.д. ст. Малый Пасынок, д. Масленка, пос. Нижний Склад, ж.д. ст. Нюрма, д. Таракановка, Усть-Еловка, Якимова Романовского сельсовета; пос. Лапинский, Мартыновка, д. Плаунья, Усть-Березовка, Усть-Гаревка Хмелевского сельсовета.
9 февраля 1977 года были уточнены как правильные наименования: д. Петрова (вместо д. Петрова(о)) Марсятского поссовета; д. Ларищева (вместо д. Ларищева(о)) Сосьвинского поссовета; д. Мишина (вместо д. Мишина(о)) Сосьвинского поссовета; д. Морозкова (вместо д. Морозкова(о)) Верх-Сосьвинского сельсовета; д. Таушанкова (вместо д. Таушканкова) Верх-Сосьвинского сельсовета; д. Киселёва (вместо д. Киселёва(о)) Кошайского сельсовета; д. Маслова (вместо д. Маслова(о)) Масловского сельсовета; д. Крапивная (вместо д. Крапивная(ое)) Романовского сельсовета; д. Куропашкина (вместо д. Куропашкина(о)) Романовского сельсовета; д. Паньшина (вместо д. Паньшина(о)) Романовского сельсовета.
21 февраля:
- в административно-территориальное подчинение Сосьвинского поссовета были переданы пос. Глубокая, Каменка, Кошай-3, Чары Кошайского сельсовета,;
- был упразднён Хмелёвский сельсовет, в административно-территориальное подчинение Восточного поссовета была передана д. Липовка, в состав Кошайского сельсовета д. Усть-Хмелёвка, Тюменская, Угловая, пос. Усть-Берёзовка.

23 февраля пос. Заречный и 4-й км были включены в черту рп Сосьвы.
1 апреля:
- в Кошайском сельсовете д. Алексеевка и д. Струнина(о) были объединены с с. Кошаем;
- в Романовском сельсовете пос. ж.д. ст. Пасынок был объединён с пос. Пасынок.

13 сентября были упразднены пос. Нижний Лангур Андриановского сельсовета; д. Печенева Первомайского сельсовета; д. Паньшина Романовского сельсовета.
2 февраля 1978 года были уточнены как правильные наименования: пос. Сосьва-Новая (вместо пос. Сосьва Новая) Сосьвинского поссовета; пос. Еловка-Новая (вместо пос. Еловка Новая) Еловского сельсовета.
25 марта 1981 года пос. Тесьма был передан из Гаринского поссовета Гаринского района в Сосьвинский поссовет Серовского района с частью земель Сосьвинского лесхоза, изменена граница районов.
24 июля 1984 года был упразднён пос. Весёлый Бор Ключевого сельсовета.
23 февраля 1987 года были упразднены пос. Северный и Широкий Восточного поссовета; д. Еловка Кошайского сельсовета.
26 октября 1989 года был упразднён пос. Лобик Ключевого сельсовета.
Существовали поссоветы:
- Сосьвинский — рабочий посёлок Сосьва, посёлки Калинка, Сосьва Новая, Чары, деревни Мишина, Тесьма;
- Восточный — рабочий посёлок Восточный, посёлки Бакарюка, Нижнеозёрный, Новая Цыганка, деревня Липовка;
- Марсятский — рабочий посёлок Марсяты (в 1998 году рабочий посёлок был преобразован в сельский населённый пункт и поссовет в сельсовет).

### 1995—2017

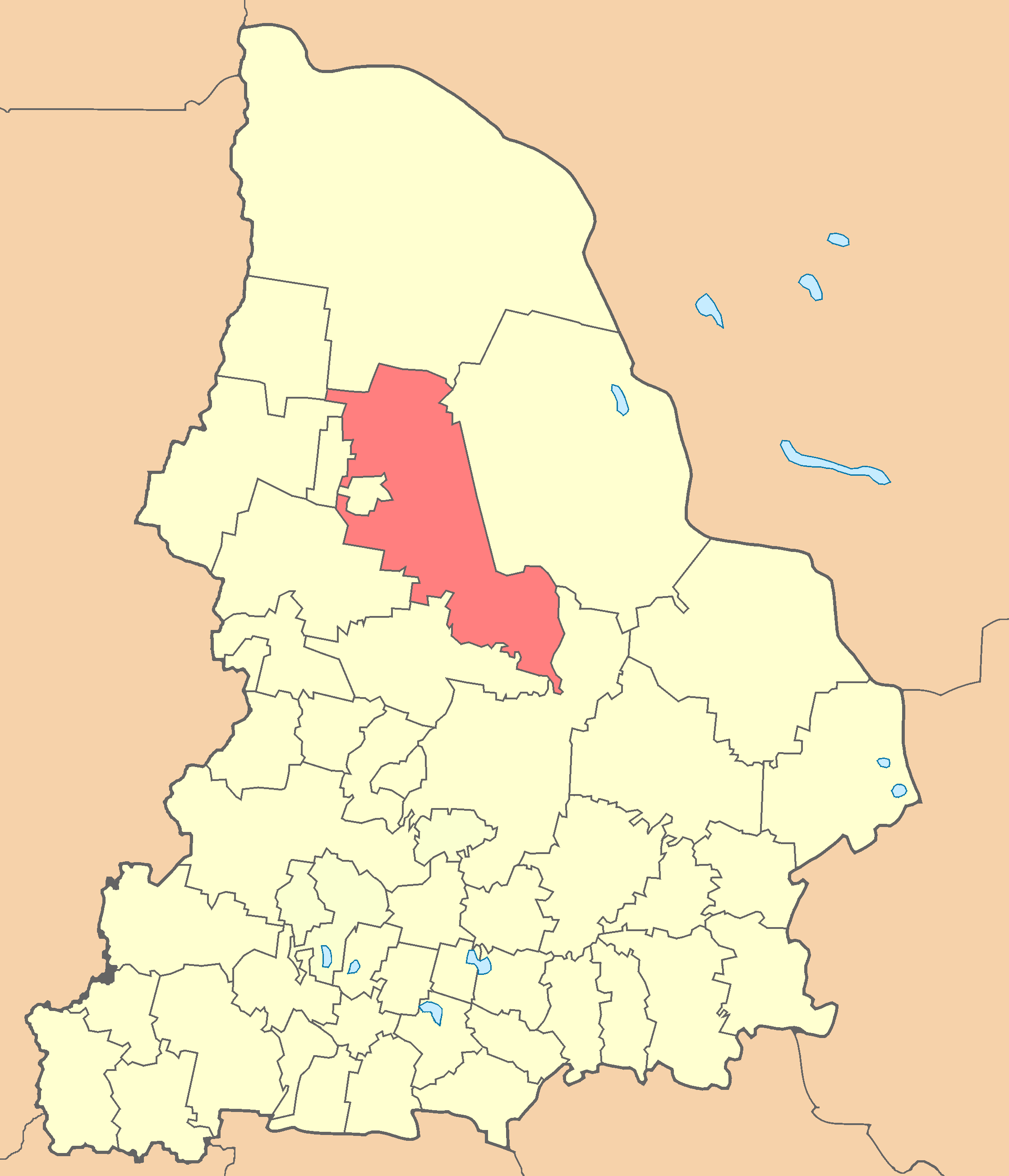
Территория Серовского района в 1965— 2017 годах

17 декабря 1995 года по итогам местного референдума в границах района было образовано муниципальное образование Серовский район.
17 декабря 1996 года муниципальное образование было включено в областной реестр.
В 1998 году рабочий посёлок Марсяты утратил статус посёлка городского типа и стал сельским населённым пунктом, образован Марсятский сельсовет.
12 марта 1997 года были упразднены посёлки Калинка (Сосьвинского поссовета) и 101-й километр (Кошайского сельсовета), а также деревни Киселёвка (Ключевского сельсовета) и Липовка (Восточного поссовета).
12 октября 2004 года на территории Серовского района был упразднены посёлки Новая Цыганка, Бакарюка и Нижнеозёрный (Восточного поссовета), а также посёлок Источник, располагавшийся в административных границах города Серова, но относившийся к Еловскому сельсовету Серовского района, согласно справочникам административно-территориального устройства и ОКАТО.
25 октября 2004 года областным законом № 158-ОЗ были утверждены границы муниципального образования Серовский район, а само оно было наделено статусом городского округа. Рабочий посёлок Восточный был отнесён к категории сельских населённых пунктов к виду посёлок.
Распоряжением Правительства Свердловской области № 736 от 30 июня 2005 года зарегистрирован устав муниципального образования под наименованием Сосьвинский городской округ.
27 февраля 2007 года были упразднены деревни Таушанково (Верх-Сосьвинского сельсовета) и Тесьма (Сосьвинского поссовета), а также посёлок Верхнее Сотрино (Первомайского сельсовета).
12 июля 2007 года Законом Свердловской области № 85-ОЗ в состав Серовского городского округа были переданы населённые пункты: Морозково, Еловка, Семёново, Поспелково, Андриановичи, Марсяты, Новая Еловка, Красноярка, Ключевой, Первомайский. Административным центром Сосьвинского городского округа стал рабочий посёлок Сосьва.
В октябре 2017 года вид населённого пункта Сосьва был изменён с рабочего посёлка на посёлок городского типа.
До 1 октября 2017 года территория района делилась на 10 сельсоветов, а также сельские населённые пункты, непосредственно входящие в район, рабочий посёлок и сельские населённые пункты в его подчинении. Причём на уровне организации местного самоуправления территория района была разделена между двумя городскими округами: Серовским и Сосьвинским. 1 октября 2017 года сельские населённые пункты, относившиеся к Серовскому городскому округу, были отнесены к городу Серову (административно-территориальной единице со статусом, соответствующим категории города областного подчинения).

### Административно-территориальное устройство до 1 октября 2017
| №        | ТЕ / АТЕ         | Состав | Упразднённые после 1991 н.п.                                   | ГО          |
| -------- | ---------------- | --- | -------------------------------------------------------------- | ----------- |
| 1        | рп Сосьва        | Сосьва, деревни Мишина, Сосьва Новая, Чары                                                                                  | посёлок Калинка, деревня Тесьма                                | Сосьвинский |
| 2        | с.н.п.           | рабочий посёлок Восточный                                                                                                   | посёлки Бакарюка, Нижнеозёрный, Новая Цыганка, деревня Липовка | Сосьвинский |
| 2.000001 | сельсоветы       | |                                                                |             |
| 3        | Андриановский    | село Андриановичи, посёлки Красный Яр, Ларьковка, Межевая, Мирный                                                           |                                                                | Серовский   |
| 4        | Верх-Сосьвинский | деревни Морозково, Магина, Поспелкова, Семёнова, посёлки Морозково, Старое Морозково, посёлки ж/д ст Морозково, Поспелково  | деревня Таушанково                                             | Серовский   |
| 5        | Еловский         | посёлки Еловка Новая, Лесоразработки, Подгарничный, Танковичи, деревни Еловка, Масловка                                     | посёлок Источник                                               | Серовский   |
| 6        | Ключевой         | посёлок Ключевой | деревня Киселёвка                                              | Серовский   |
| 7        | Кошайский        | село Кошай, посёлок Зелёный, деревни Киселёва, деревня Молва, Тюменская, Угловая, Усть-Берёзовка, Усть-Хмелёвка             | посёлок 101 км                                                 | Сосьвинский |
| 8        | Красноярский     | посёлки Красноярка, Вагранская, Поперечный                                                                                  |                                                                | Серовский   |
| 9        | Марсятский       | посёлки Марсяты, Кордон, деревня Петрова                                                                                    |                                                                | Серовский   |
| 10       | Масловский       | деревни Маслова, Копылова, Матушкина                                                                                        |                                                                | Сосьвинский |
| 11       | Первомайский     | посёлки Первомайский, Боровой, Красноглинный, Новое Сотрино, Сотрино, деревня Еловый Падун                                  | посёлок Верхнее Сотрино                                        | Серовский   |
| 12       | Романовский      | село Романово, деревня Денисова, Крапивная, Куропашкина, Монастырка, посёлки Новая Заря, Пасынок, посёлок ж/д ст Новая Заря |                                                                | Сосьвинский |

### Населённые пункты района до 1 октября 2017
До 1 октября 2017 года в район входили 56 населённых пунктов, из которых 1 рабочий посёлок (пгт) и 55 сельских населённых пунктов:
| №  | Населённый пункт | Тип     | Население | Городской округ |
| -- | ---------------- | ------- | --------- | --------------- |
| 1  | Сосьва           | пгт     | ↘6963     | Сосьвинский     |
| 2  | Андриановичи     | село    | ↘551      | Серовский       |
| 3  | Боровой          | посёлок | ↘44       | Серовский       |
| 4  | Вагранская       | посёлок | ↗74       | Серовский       |
| 5  | Восточный        | посёлок | ↘4316     | Сосьвинский     |
| 6  | Денисова         | деревня | ↘8        | Сосьвинский     |
| 7  | Еловка           | деревня | ↗47       | Серовский       |
| 8  | Еловка Новая     | посёлок | ↗53       | Серовский       |
| 9  | Еловый Падун     | деревня | ↘75       | Серовский       |
| 10 | Зелёный          | посёлок | ↘1        | Сосьвинский     |
| 11 | Киселева         | деревня | ↘0        | Сосьвинский     |
| 12 | Ключевой         | посёлок | ↘181      | Серовский       |
| 13 | Копылова         | деревня | ↘15       | Сосьвинский     |
| 14 | Кордон           | посёлок | ↘16       | Серовский       |
| 15 | Кошай            | село    | ↘781      | Сосьвинский     |
| 16 | Крапивная        | деревня | ↘2        | Сосьвинский     |
| 17 | Красноглинный    | посёлок | ↘1372     | Серовский       |
| 18 | Красноярка       | посёлок | ↘1608     | Серовский       |
| 19 | Красный Яр       | посёлок | ↘170      | Серовский       |
| 20 | Куропашкина      | деревня | ↘3        | Сосьвинский     |
| 21 | Ларьковка        | посёлок | ↘1395     | Серовский       |
| 22 | Лесоразработки   | посёлок | ↘9        | Серовский       |
| 23 | Магина           | деревня | ↘26       | Серовский       |
| 24 | Марсяты          | посёлок | ↘497      | Серовский       |
| 25 | Маслова          | деревня | ↘143      | Сосьвинский     |
| 26 | Масловка         | деревня | →0        | Серовский       |
| 27 | Матушкина        | деревня | ↘12       | Сосьвинский     |
| 28 | Межевая          | посёлок | ↘0        | Серовский       |
| 29 | Мирный           | посёлок | ↘26       | Серовский       |
| 30 | Мишина           | деревня | ↘27       | Сосьвинский     |
| 31 | Молва            | деревня | ↘16       | Сосьвинский     |
| 32 | Монастырка       | деревня | ↘10       | Сосьвинский     |
| 33 | Морозково        | деревня | ↘168      | Серовский       |
| 34 | Морозково        | хутор   | ↗10       | Серовский       |
| 35 | Морозково        | посёлок | ↘0        | Серовский       |
| 36 | Новая Заря       | село    | →0        | Сосьвинский     |
| 37 | Новая Заря       | посёлок | ↗7        | Сосьвинский     |
| 38 | Новое Сотрино    | посёлок | ↘40       | Серовский       |
| 39 | Пасынок          | посёлок | ↘93       | Сосьвинский     |
| 40 | Первомайский     | посёлок | ↘303      | Серовский       |
| 41 | Петрова          | деревня | ↘26       | Серовский       |
| 42 | Подгарничный     | посёлок | ↘11       | Серовский       |
| 43 | Поперечный       | посёлок | ↘0        | Серовский       |
| 44 | Поспелкова       | деревня | ↗237      | Серовский       |
| 45 | Поспелково       | поселок | ↘11       | Серовский       |
| 46 | Романово         | село    | ↘323      | Сосьвинский     |
| 47 | Семёнова         | деревня | ↘162      | Серовский       |
| 48 | Сосьва Новая     | посёлок | ↘6        | Сосьвинский     |
| 49 | Сотрино          | посёлок | ↘80       | Серовский       |
| 50 | Старое Морозково | посёлок | ↘0        | Серовский       |
| 51 | Танковичи        | посёлок | →0        | Серовский       |
| 52 | Тюменская        | деревня | ↘0        | Сосьвинский     |
| 53 | Угловая          | деревня | ↗7        | Сосьвинский     |
| 54 | Усть-Берёзовка   | деревня | ↘3        | Сосьвинский     |
| 55 | Усть-Хмелёвка    | деревня | ↘6        | Сосьвинский     |
| 56 | Чары             | посёлок | ↘0        | Сосьвинский     |

## Транспорт
Через Серовский район проходят автодороги:
- участок дороги широтного направления Серов — Сосьва — Гари (в северной части района, в левобережье реки Сосьвы; протяжённость — 68 км);
- дорога меридионального направления Сосьва — Восточный (правый отсек от упомянутой выше дороги, часть дороги до Верхотурья в пределах района; протяжённость — около 50 км).

Также по Серовскому району с северо-запада через центр на юг пролегает ветка Свердловской железной дороги Серов — Алапаевск. Железнодорожные станции данной ветки, расположенные у границ района: Пасынок (в серовском направлении) и Предтурье (в алапаевском направлении). От основного хода железной дороги есть ответвление на посёлок Сосьва, в котором расположены станция Сосьва и тупиковый остановочный пункт Сосьва (посёлок).
Бо́льшая часть населённых пунктов Серовского района расположены у транспортных путей.